# Rubén Baraja
Rubén Baraja Vegas (Valladolid, 11 de julho de 1975) é um ex-futebolista espanhol que atuava como volante e meia. Obteve maior destaque durante sua carreira atuando pelo Valencia, e aposentou-se aos 34 anos de idade. Atualmente está sem clube.

## Carreira
Baraja debutou em 1993 com o Valladolid. Em 1995 se transfere para o Atlético de Madrid e em 2000 finalmente é contratado pelo Valencia, clube no qual se consagra. 
El Pipo, como ficou conhecido, conquistou duas Ligas nacionais pelo clube ché, além de uma Copa da UEFA, uma Supercopa da Europa e uma Copa do Rei. Pela Seleção Espanhola de Futebol, disputou 43 partidas e marcou 7 gols.

## Títulos
Valencia
- Campeonato Espanhol: 2001–02 e 2003–04
- Copa da UEFA: 2003–04
- Supercopa da UEFA: 2004
- Copa do Rei: 2007–08